# Kings Langley
Kings Langley is een civil parish in het bestuurlijke gebied Dacorum, in het Engelse graafschap Hertfordshire. De plaats telt 5214 inwoners.

## Geboren
- Griff (2001), zangeres

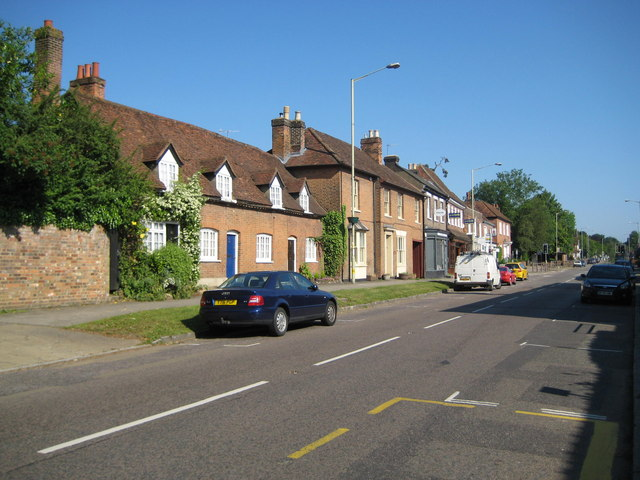
High Street
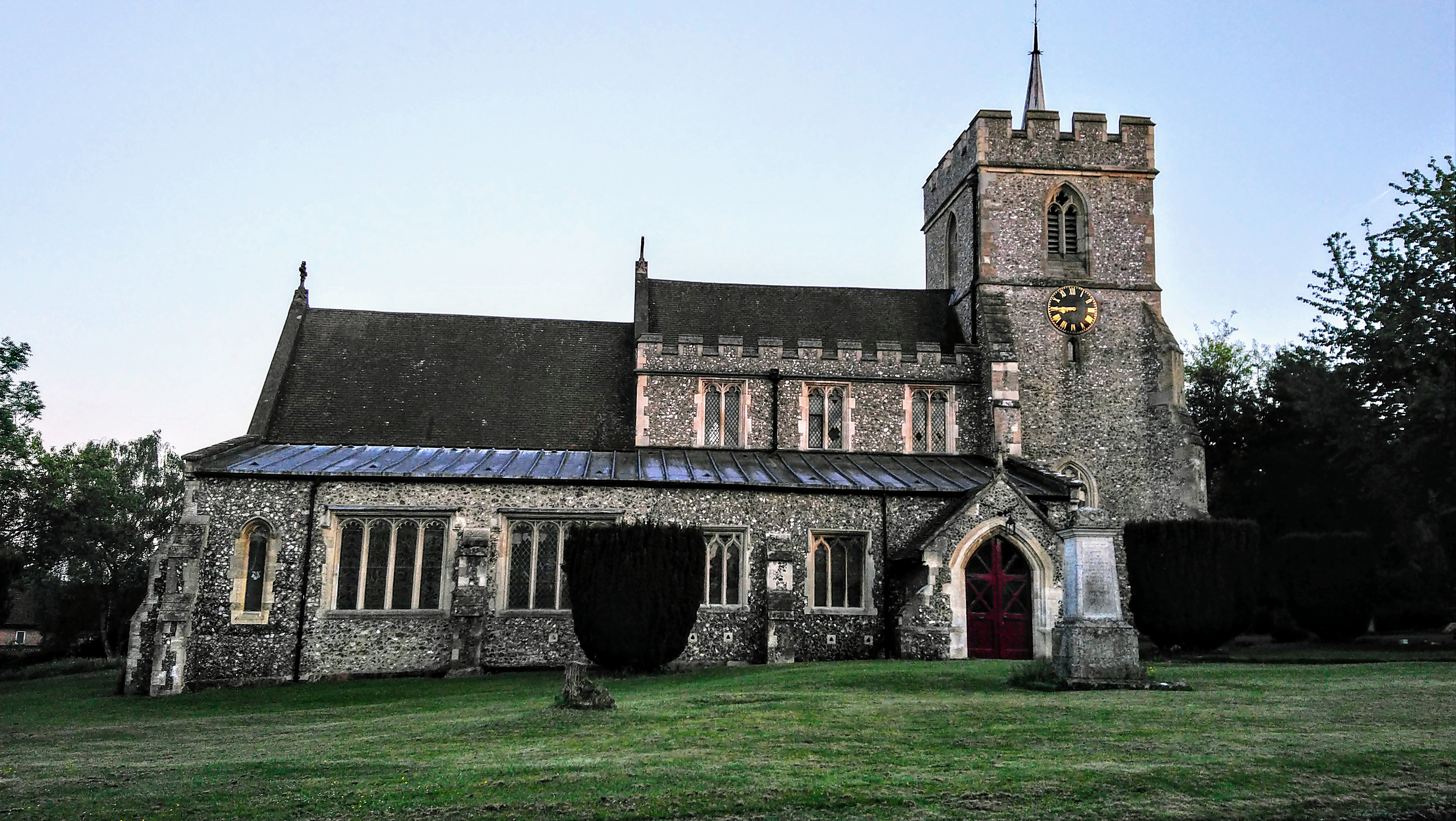
Kerk van Kings Langley
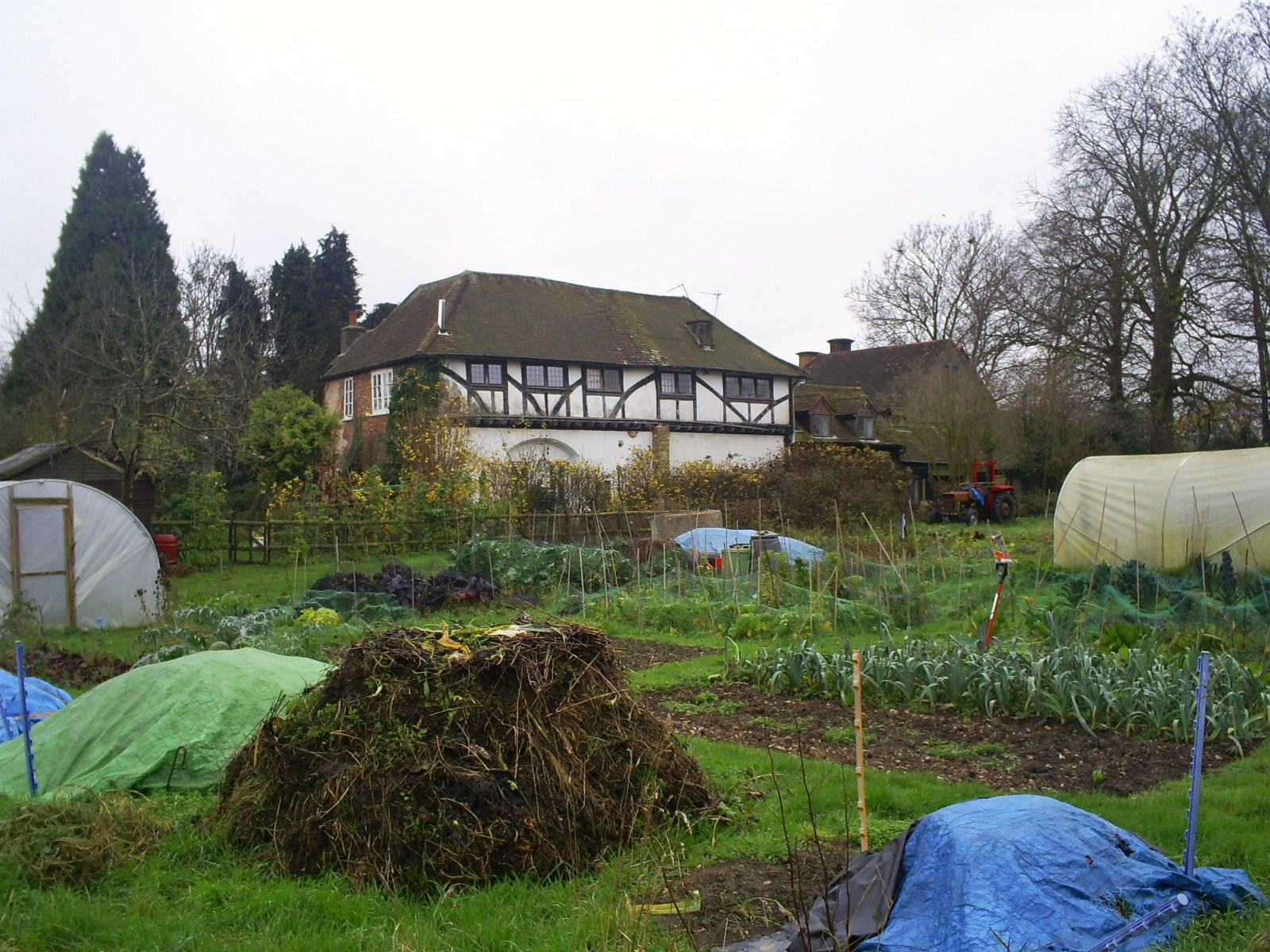
Priorij en bijbehorende gebouwen
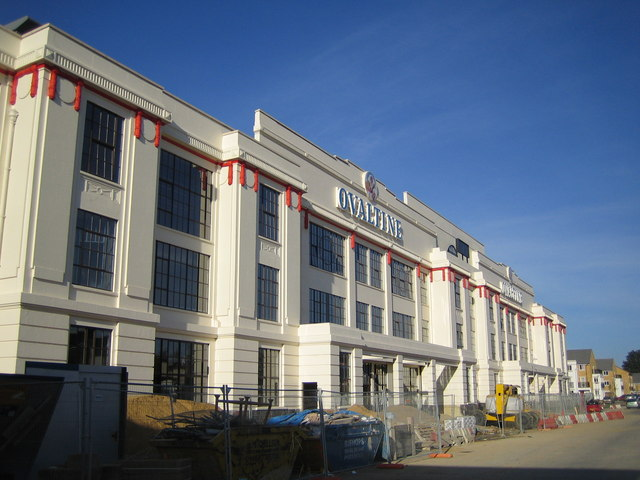
Voormalige ovaltinefabriek